# Ordinateur central
Ne pas confondre avec un serveur, un serveur central, un superordinateur ou un microordinateur
 (octobre 2018).
Si vous disposez d'ouvrages ou d'articles de référence ou si vous connaissez des sites web de qualité traitant du thème abordé ici, merci de compléter l'article en donnant les références utiles à sa vérifiabilité et en les liant à la section « Notes et références ».

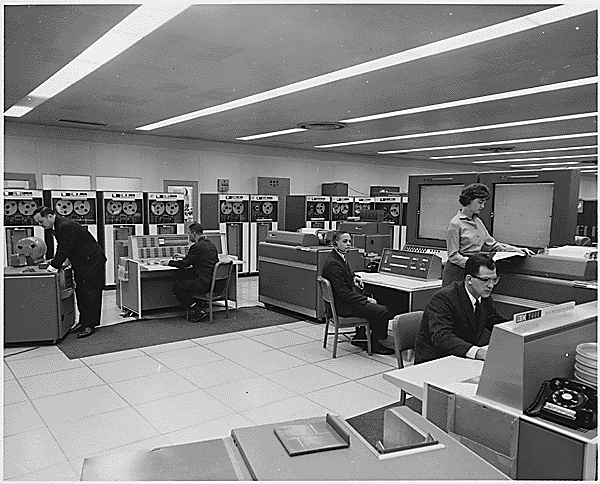
Ordinateur de la NASA en 1962.

Un ordinateur central ou un macroordinateur (en anglais : mainframe computer) est un ordinateur de grande puissance de traitement et qui sert d'unité centrale à un réseau de terminaux. Bon nombre des plus grandes entités mondiales les considèrent aujourd'hui comme étant la colonne vertébrale d'une immense quantité de transactions. L'ordinateur central peut être représenté comme une bibliothèque de données consultable en continu par un très grand nombre d'utilisateurs.

## Histoire
Plusieurs fabricants et leurs successeurs ont produit des ordinateurs centraux de la fin des années 1950 jusqu'au début du xxie siècle, avec une diminution progressive en termes de quantité sur le marché et une progressive transition vers la simulation sur puces Intel plutôt que sur du matériel propriétaire[réf. nécessaire]. Le groupe de fabricants américains était d'abord connu sous le nom de « IBM and the Seven Dwarfs,, », avec comme principaux concurrents Burroughs, UNIVAC, NCR, Control Data, Honeywell, General Electric et RCA. À la suite des départs de General Electric et de RCA, « IBM and the Seven Dwarfs » se sont peu à peu imposés sur leur marché et les 5 des concurrents restants d'IBM furent appelés BUNCH. La domination d'IBM s'est développée à partir de leur série 700/7000 et, plus tard, au travers du développement des mainframes de la série 360. Cette dernière architecture a continué d'évoluer pour devenir les mainframes zSeries actuels qui, avec les mainframes Burroughs et Sperry (aujourd'hui Unisys) basés sur MCP et OS1100, sont parmi les rares architectures mainframes encore existantes pouvant retracer leurs racines à cette période. Alors que les zSeries d'IBM peuvent toujours exécuter du code System/360 24 bits, les serveurs CMOS zSeries 64 bits et System z9 n'ont rien de commun physique avec les anciens systèmes (non rétrocompatibilité du système).
En dehors des États-Unis, les principaux fabricants étaient Siemens et Telefunken en Allemagne, ICL au Royaume-Uni, Olivetti en Italie et Fujitsu, Hitachi, Oki et NEC au Japon. L'Union soviétique et les pays du Pacte de Varsovie ont également fabriqué des copies rapprochées des ordinateurs centraux IBM pendant la guerre froide ; la série BESM et Strela sont des exemples d'ordinateurs soviétiques conçus indépendamment.
La baisse de la demande ressentie et la concurrence féroce ont commencé à secouer le marché au début des années 1970, notamment par des acquisitions et cessions d'entreprises, remodelant le marché des mainframes. La firme RCA a été vendue à UNIVAC et GE a vendu ses activités à Honeywell. Entre 1986 et 1990, Honeywell a été rachetée par Bull et UNIVAC est devenue une division de Sperry, qui a ensuite fusionné avec Burroughs pour former Unisys Corporation en 1986. Au cours des années 1980, les systèmes à base de mini-ordinateurs sont devenus plus sophistiqués et ont été capables de déplacer le bas de gamme des ordinateurs centraux. Ces ordinateurs, parfois appelés ordinateurs ministériels, étaient typifiés par le DEC VAX.
En 1991, AT&T Corporation a brièvement détenu NCR. Au cours de la même période, les entreprises ont constaté que les serveurs basés sur la conception de micro-ordinateurs pouvaient être déployés à une fraction du prix d'acquisition et offrir aux utilisateurs locaux un contrôle bien plus grand sur leurs propres systèmes, étant donné les politiques et pratiques informatiques de l'époque. Les terminaux utilisés pour interagir avec les systèmes mainframes ont été progressivement remplacés par des ordinateurs personnels. En conséquence, la demande s'est rapidement effondrée et les nouvelles installations d'ordinateurs centraux ont été limitées principalement aux services financiers et au gouvernement.
Au début des années 1990, les analystes de l'industrie s'entendaient généralement pour dire que l'ordinateur central était un marché en voie de disparition, les plateformes d'ordinateurs centraux étant remplacées au fur et à mesure par des réseaux informatiques d'ordinateurs personnels (informatique répartie). Stewart Alsop, d'InfoWorld, a malheureusement prédit que le dernier ordinateur central serait débranché en 1996 ; en 1993, il a cité Cheryl Currid, analyste de l'industrie informatique, qui disait que le dernier ordinateur central « cessera de fonctionner le 31 décembre 1999 », une référence au problème prévu de l'an 2000.
Cette tendance a commencé à s'inverser à la fin des années 1990, lorsque les entreprises ont trouvé de nouvelles utilisations pour leurs ordinateurs centraux existants et que le prix des réseaux de données s'est effondré dans la plupart des régions du monde, ce qui a encouragé une tendance vers de informatique plus centralisé. La croissance du commerce électronique a également augmenté de façon spectaculaire le nombre de transactions traitées par les logiciels de l'ordinateur central ainsi que la taille et le débit des bases de données. Le traitement par lots, comme la facturation, est devenu encore plus important avec la croissance du commerce électronique, et les ordinateurs centraux sont particulièrement habiles au traitement par lots à grande échelle. Un autre facteur qui augmente actuellement l'utilisation des mainframes est le développement du système d'exploitation Linux, qui est arrivé sur les mainframes d'IBM en 1999 et qui est généralement exécuté en scores ou jusqu'à environ 8000 machines virtuelles sur un seul mainframe. Linux permet aux utilisateurs de tirer profit des logiciels libres combinés à des RAS matériels pour mainframes. L'expansion et le développement rapides dans les marchés émergents, en particulier en République populaire de Chine, stimulent également d'importants investissements dans l'informatique centrale pour résoudre des problèmes informatiques exceptionnellement difficiles, par exemple en fournissant des bases de données de traitement des transactions en ligne unifiées et à très haut volume à un milliard de consommateurs dans de multiples secteurs (banque, assurance, solvabilité, services gouvernementaux, etc.).
Fin 2000, IBM a introduit 64 bits z/Architecture[Quoi ?], acquis plusieurs sociétés de logiciels comme Cognos et introduit ces produits logiciels sur le mainframe. Les rapports trimestriels et annuels d'IBM dans les années 2000 ont généralement fait état d'une augmentation des revenus de l'ordinateur central et des livraisons de capacité. Toutefois, les activités d'IBM dans le domaine des ordinateurs centraux n'ont pas été à l'abri du ralentissement général du marché des serveurs ou de la modélisation des effets de cycle. Par exemple, au quatrième trimestre de 2009, les revenus de matériel System z d'IBM ont diminué de 27 % d'un exercice à l'autre. Mais les expéditions de MIPS (Architecture MIPS) ont augmenté de 4 % par an au cours des deux dernières années. Alsop se fait photographier en 2000 en train de symboliquement ravaler ses paroles[Quoi ?] ("death of the mainframe").

## Spécificités

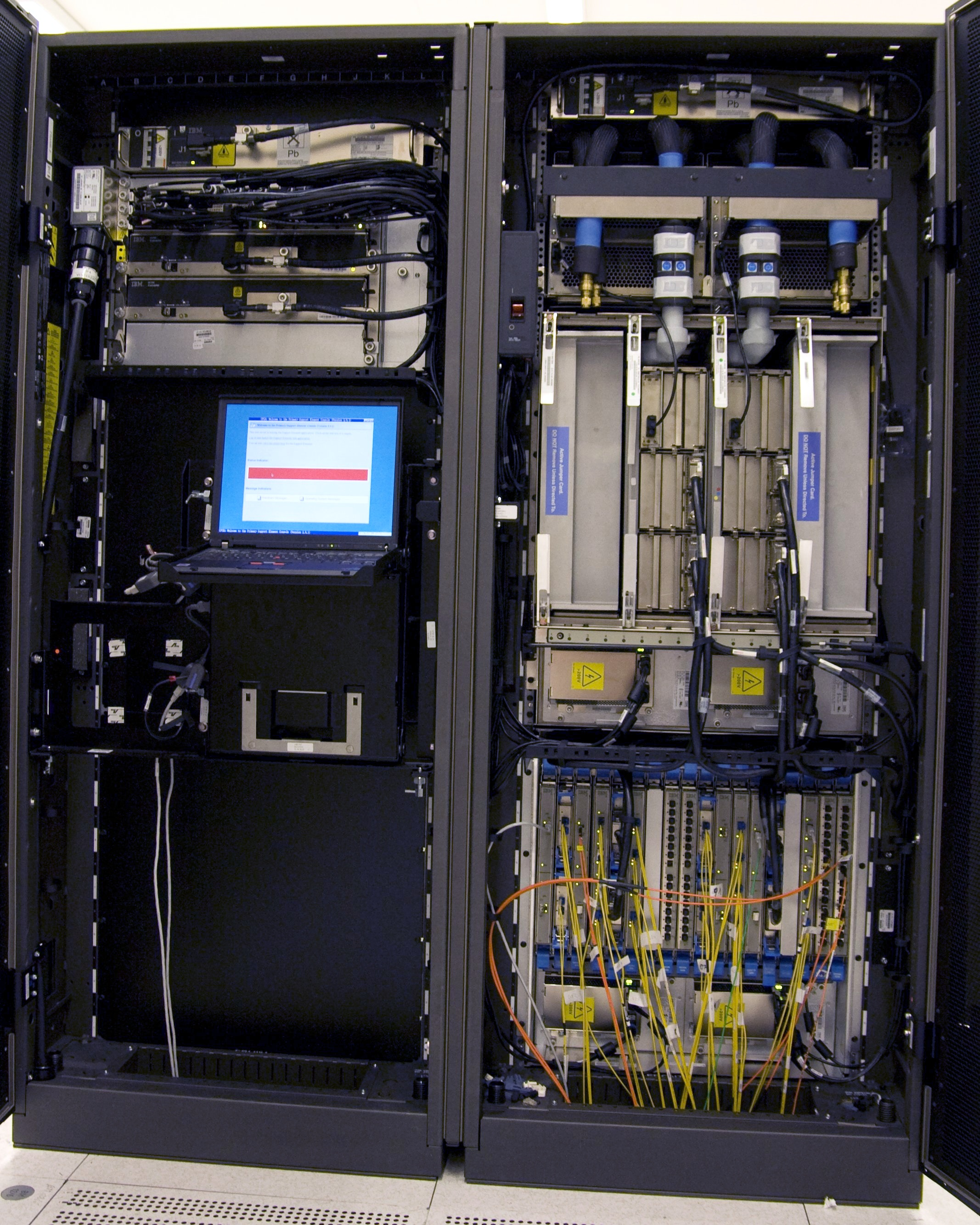
BM System Z9 (l'intérieur du modèle type 2094)

Les caractères symptomatiques de l'ordinateur central sont multiples, au travers notamment de sa fiabilité grâce à une redondance de l’ingénierie interne. En effet, l’utilisation de paramètres dits redondants permet de minimiser les risques de perte de données.
De plus, leur fiabilité et leur réactivité permettent aux utilisateurs de bénéficier en instantané desdites données présentes. (L’Institut National des Normes et de la Technologie (NIST) a d’ailleurs classé les mainframes comme étant parmi les systèmes les plus sécurisés au monde, loin devant les plus grands systèmes d’exploitation tels que Windows et Linux)[réf. nécessaire]. Un ordinateur central a d'ailleurs comme particularité de pouvoir héberger en son sein plusieurs systèmes d'exploitation.
Les ordinateurs centraux sont fonctionnels en permanence, permettant d’éviter à l’entité de devoir subir des coûts dus à l’arrêt temporaire du système (coûts démesurés dans les grandes entités). Ce sont également dans certains cas les seuls ordinateurs en mesure de répondre à la demande effectuée par les utilisateurs, pouvant dépasser plusieurs centaines de milliers de demandes en instantané.
Par ailleurs, un autre atout est celui de pouvoir réutiliser les données de logiciels anciens dans une entité (principe de rétrocompatibilité). C'est un atout majeur qui favorise la transmission d'information et la communication.

## Différenciation
On compte parmi les fabricants de ces systèmes de grandes compagnies telles que Bull (avec les DPS/6 à DPS/8 sous système GCOS), EMC² Computer, IBM avec les zSeries (le plus souvent sous système z/OS — anciennement MVS, ou VSE, mais plus récemment aussi Linux) et iSeries, ou Unisys.

## Réalisation
En pratique, le terme désigne aujourd'hui[Quand ?] plutôt les ordinateurs issus de la gamme IBM 360 et 370, introduite en 1965, et dont la famille IBM Z est la dernière incarnation. Les grands systèmes non IBM sont plutôt appelés « serveurs » ou « superordinateurs ».
Un ordinateur central fonctionne selon un modèle centralisé, contrairement aux modèles répartis. Il permet de faire tourner de façon simultanée plusieurs sessions d'un système d'exploitation ou même de systèmes d'exploitation différents (par exemple, sous l'hyperviseur VM).

## Utilisation
Les ordinateurs centraux sont utilisés dans les très grandes entreprises (banques, compagnies d'assurances, compagnies aériennes, sociétés de services, mairies…). Par leur fiabilité d'abord (quelques secondes d'arrêt par an) et, dans une moindre mesure, par leur puissance, ils sont parfois les seuls ordinateurs capables de répondre aux besoins de leurs utilisateurs (traitement de très grandes bases de données accédées par des dizaines ou des centaines de milliers d'utilisateurs). Un contre-exemple notable est Google, qui n'y fait pas appel pour faire fonctionner son moteur de recherches (mais les spécificités techniques requises à un moteur de recherche ne sont pas les mêmes qu’une application bancaire).
Les différents acteurs d’un marché investissent différemment dans l’approfondissement et la personnification de leur ordinateur central, avec pour principal facteur leur part de marché. Ainsi, le financement réalisé dépend de la place de l’entité dans son environnement ; plus l’entité est dominatrice sur son marché, plus elle sera en mesure d’investir afin d’asseoir son joug sur ses concurrents directs. Il s’agit d’un levier octroyant à l’entité bénéficiaire de créer une valeur ajoutée supplémentaire lui permettant de se différencier. Les principaux protagonistes des mainframes sont IBM, BMC, CA Technologies et Compuware, ces deux derniers ayant été rachetés par Broadcom Inc, respectivement en 2018 et 2020.

## Performance
La performance des ordinateurs centraux se mesure par millions d'unités de service. Un ordinateur central est surtout performant dans les accès aux données volumineuses. Il peut y avoir jusqu'à 1 024 canaux individuels d'entrée/sorties[réf. nécessaire]. Chaque canal contient des unités qui peuvent exécuter un ensemble de commandes libérant ainsi les processeurs.

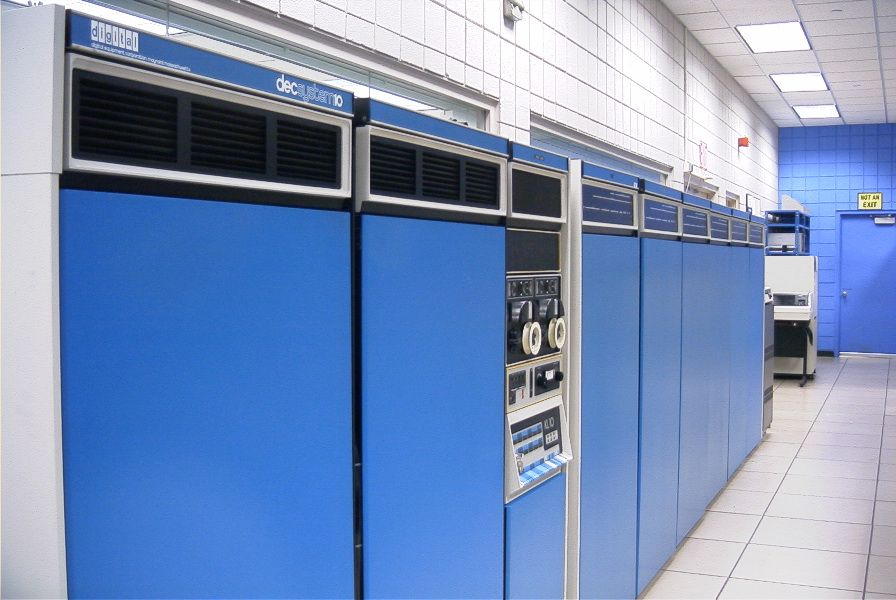
Un DEC PDP-10.
Un mainframe moderne.

## Différences par rapport aux supercalculateurs
Un superordinateur est un ordinateur à la pointe de la capacité de traitement des données, particulièrement en ce qui concerne la vitesse de calcul. Les superordinateurs sont utilisés pour les problèmes scientifiques et d'ingénierie (calcul de haute performance) qui font varier les chiffres et les données. Les ordinateurs centraux quant à eux se concentrent sur le traitement des transactions. Les différences notables sont que les ordinateurs centraux sont conçus pour être fiables pour le traitement des transactions (mesurés par la métrique TPC). Dit différemment, ils ne sont pas utilisés ou utiles pour la plupart des applications de supercalculateur comme on l'entend[Qui ?] généralement dans le monde des affaires, à savoir l'échange commercial de biens, de services ou d'argent. Une transaction typique, telle que définie par le Transaction Processing Performance Council, met à jour un système de base de données pour le contrôle des stocks (biens), les réservations (services) ou l'argent (bancaire) en ajoutant un dossier. Une transaction peut se référer à un ensemble d'opérations incluant la lecture/écriture de disque, les appels de système d'exploitation, ou une certaine forme de transfert de données d'un sous-système à un autre qui n'est pas mesurée par la vitesse de traitement du CPU. Le traitement des transactions n'est pas exclusif aux mainframes mais est également utilisé par les serveurs à microprocesseur et les réseaux en ligne.
Les performances des superordinateurs sont mesurées opérations en virgule flottante par seconde (FLOPS, venant de l'expression anglaise : « floating point operations per second ») ou en bords traversés par seconde ou TEPS, mesures qui ne sont pas très significatives pour les applications mainframe. Ces derniers sont parfois mesurés en millions d'instructions par seconde (MIPS), même si la définition dépend de la combinaison des instructions mesurée. Les exemples d'opérations entières mesurées par MIPS comprennent l'addition de nombres, la vérification de valeurs ou le déplacement de données dans la mémoire (lors du déplacement d'informations vers et depuis le stockage, les E/S sont les plus utiles pour les mainframes mais n'aident qu'indirectement dans la mémoire). Les opérations en virgule flottante sont principalement l'addition, la soustraction et la multiplication (de la virgule flottante binaire dans les supercalculateurs ; mesurée par FLOPS) avec suffisamment de chiffres et de précision pour modéliser des phénomènes continus comme les prévisions météorologiques ou encore les simulations nucléaires (seule la virgule flottante décimale récemment normalisée, non utilisée dans les supercalculateurs, convient aux valeurs monétaires comme celles utiles aux applications mainframe). En matière de vitesse de calcul, les supercalculateurs sont plus puissants que les mainframes.
Jusqu'au début des années 1990, de nombreux supercalculateurs étaient basés sur une architecture mainframe avec des extensions de supercalculateurs. Un exemple d'un tel système est le HITAC S-3800, qui était compatible avec les mainframes IBM System/370 et pouvait faire fonctionner le système d'exploitation Hitachi VOS3 (un fork d'IBM MVS) Le S-3800 peut donc être considéré comme étant à la fois un supercalculateur et aussi un mainframe compatible IBM.
En 2007, une fusion des différentes technologies et architectures pour les supercalculateurs et les mainframes a conduit à l’architecture de Gameframe (en) d’abord pour l’industrie du jeu vidéo en ligne.